# U.S Gymnastics Hall of Fame
O U.S Gymnastics Hall of Fame é um salão da fama dedicado a honrar os grandes competidores, treinadores e autoridades estadunidenses de todas as modalidades da ginástica. Fundado em 1957, premiou os primeiros nomes em 1959, num total de dezenove. As seleções são anuais e premiação passou a ter seu atual nome em 1995.